# Континентальний цоколь

Структурні елементи будови дна Світового океану

Континента́льний цо́коль, материко́вий цо́коль (рос. материковый цоколь, англ. continental socle; нім. Kontinentalsockel m) — частина материка, яка лежить нижче середньої глибини бровки шельфу.